# Козельщина (Машевский район)
Козельщина (укр. Козельщина) — село,
Новотагамлыкский сельский совет,
Машевский район,
Полтавская область,
Украина.
Код КОАТУУ — 5323084403. Население по переписи 2001 года составляло 116 человек.

## Географическое положение
Село Козельщина находится на правом берегу реки Тагамлык,
выше по течению примыкает село Новый Тагамлык,
ниже по течению на расстоянии в 2,5 км расположено село Заворскло (Полтавский район).
Река в этом месте извилистая, образует лиманы, старицы и заболоченные озёра.